# Walt Disney Imagineering
Walt Disney Imagineering (ook bekend onder de naam 'WDI' of simpelweg Imagineering) is de ontwerp- en ontwikkelingstak van de Walt Disney Company, verantwoordelijk voor de creatie en constructie van Disneypretparken overal ter wereld. Het bedrijf werd gesticht door Walt Disney in 1952 om de bouw van Disneyland te verwerkelijken. Het was oorspronkelijk bekend als WED Enterprises, van de initialen Walter Elias Disney.
De term Imagineering komt van Alcoa´s mengeling van de twee Engelse woorden imagination (verbeelding) en engineering (ingenieurwerk).
Volgens Disney moeten zijn werknemers over deze twee vaardigheden beschikken om te werken voor WDI. Deze werknemers, bekend als Imagineers, zijn wereldberoemd om hun vermogen om creativiteit, expertise en technologische vooruitgang zoals animatronics te combineren om "onderscheidende, ervaringsgerichte verhalen" te vertellen.
Imagineering is op alle niveaus van projectontwikkeling verantwoordelijk voor het ontwerpen en bouwen van Disneypretparken, vakantieoorden, cruiseschepen en andere entertainmentinrichtingen. Imagineers beschikken over een ruime reeks van vaardigheden en talenten, waardoor er meer dan 140 banen uitgeoefend worden bij Imagineering, onder andere illustrators, architecten, ingenieurs, belichtingsontwerpers, spektakelschrijvers en vele anderen. De meeste Imagineers werken vanuit het hoofdkwartier van het bedrijf in Glendale (Californië), maar ze worden vaak ook voor langere periodes ingezet in dependances op de pretparkterreinen.
In 2019 werd de documentaire The Imagineering Story uitgebracht over het werk van Walt Disney Imagineering.